# Фолмар V (Мец)
Фолмар V фон Мец-Хомбург (на немски: Volmar V Graf von Metz-Homburg; † 1145) е граф на Мец и Хомбург, основател (1130) и адвокат на абатство Бопре.

## Произход
Той е син на граф Фолмар IV († 1111) и съпругата му Сванхилда († пр. 1075). Внук е на граф Фолмар III фон Мец († 1087) и Юдит.

## Фамилия
Фолмар V фон Мец се жени 1120 г. за Матилда фон Егисхайм-Дагсбург († 1157), дъщеря на граф Алберт I фон Егисхайм († 1098) и Ермезинда Люксембургска († 1143). Те имат шест деца:
- Агнес фон Мец († сл. 1175) омъжена пр. 1140 г. за граф Лудвиг I фон Лоон, Ринек, градски граф на Майнц (* ок. 1100; † 11 август 1171)
- Клеменция фон Мец († сл. 1179), омъжена за граф Фолмар I фон Близкастел († сл. 1179)
- Хуго (IX) фон Мец-Хомбург († сл. 1152), граф на Хомбург (1147) и граф на Мец (1157)
- Фолмар VI фон Люневил († сл. 1160), граф на Люневил (1160)
- Албрехт фон Мец († сл. 1147)
- Аделхайд фон Мец († сл. 1157)